# Médaille d'or du CNRS
Médaille d'or du CNRS utdelas varje år sedan priset instiftades 1954. Den belönar une personnalité scientifique qui a contribué de manière exceptionnelle au dynamisme et au rayonnement de la recherche - "en person inom vetenskapen som på ett enastående sätt bidragit till forskningens dynamik och inflytande". CNRS utdelar även flera silver- och bronsmedaljer varje år.
- 1954 Émile Borel (matematik)
- 1955 Louis de Broglie (fysik) (Nobelpriset i fysik 1929)
- 1956 Jacques Hadamard (matematik)
- 1957 Gaston Dupouy (fysik)
- 1958 Gaston Ramon (immunologi)
- 1959 André Danjon (astrofysik)
- 1960 Raoul Blanchard (geografi)
- 1961 Pol Bouin (fysiologi)
- 1962 Marcel Delépine (kemi)
- 1963 Robert Courrier (biologi)
- 1964 Alfred Kastler (fysik) (Nobelpriset i fysik 1966)
- 1965 Louis Néel (fysik) (Nobelpriset i fysik 1970)
- 1966 Paul Pascal (kemi)
- 1967 Claude Lévi-Strauss (etnologi)
- 1968 Boris Ephrussi (genetik)
- 1969 Georges Chaudron (kemi)
- 1970 Jacques Friedel (fysik)
- 1971 Bernard Halpern (immunologi)
- 1972 Jacques Oudin (immunologi)
- 1973 André Leroi-Gourhan (etnologi)
- 1974 Edgar Lederer (biokemi)
- 1975
  - Raimond Castaing (fysik)
  - Christiane Desroches Noblecourt (egyptologi)
- 1976 Henri Cartan (matematik)
- 1977 Charles Fehrenbach (astronomi)
- 1978
  - Maurice Allais (ekonomi) (Sveriges Riksbanks pris i ekonomisk vetenskap 1988)
  - Pierre Jacquinot (fysik)
- 1979 Pierre Chambon (biologi)
- 1980 Pierre-Gilles de Gennes (fysik) (Nobelpriset i fysik 1991)
- 1981
  - Jean-Marie Lehn (kemi) (Nobelpriset i kemi 1987)
  - Roland Martin (arkeologi)
- 1982 Pierre Joliot (biokemi)
- 1983 Évry Schatzman (astrofysik)
- 1984
  - Jean Brossel (fysik)
  - Jean-Pierre Vernant (historia)
- 1985 Piotr Slominski (genetik)
- 1986 Nicole Le Douarin (embryologi)
- 1987
  - Georges Canguilhem (filosofi)
  - Jean-Pierre Serre (matematik) (Fieldsmedaljen 1954)
- 1988 Philippe Nozières (fysik)
- 1989 Michel Jouvet (biologi)
- 1990 Marc Julia (kemi)
- 1991 Jacques Le Goff (historia)
- 1992 Jean-Pierre Changeux (neurobiologi)
- 1993 Pierre Bourdieu (sociologi)
- 1994 Claude Allègre (geofysik)
- 1995 Claude Hagège (lingvistik)
- 1996 Claude Cohen-Tannoudji (fysik) (Nobelpriset i fysik 1997)
- 1997 Jean Rouxel (kemist) (kemi)
- 1998 Pierre Potier (kemi)
- 1999 Jean-Claude Risset (musikinformatik)
- 2000 Michel Lazdunski (biokemi)
- 2001 Maurice Godelier (antropologi)
- 2002 Claude Lorius och Jean Jouzel (klimatologi)
- 2003 Albert Fert (fysik)
- 2004 Alain Connes (matematik) (Fieldsmedaljen 1982)
- 2005 Alain Aspect (kvantfysik)
- 2006 Jacques Stern (kryptologi)
- 2007 Jean Tirole (ekonomi)
- 2008 Jean Weissenbach (genetik)
- 2009 Serge Haroche (fysik)
- 2010 Gérard Férey (kemi)